# Магон Барка
Магон Барка (Магон з фін. — «Бог послав») (243—203 р. до н.е) — відомий карфагенський військовик часів Другої Пунічної війни, представник аристократичної династії Баркидів.

## Життєпис

### Молоді роки
Народився напевне у Карфагені у родині відомого полководця та політика Гамількара Барки. Дитинство провів в самому місті, але вже у 238 році разом з батьком та братами — Ганнібалом та Гасдрубалом відправляється до Іспанії. Тут під керівництво Гамількара Барки, а потім його зятя Гасдрубала вивчав військову справу. Крім того, за наказом батька вивчав грецьку мову та культуру. Напевне Магон отримав досвід керування військовими загонами вже за головуванням брата Ганнібала проти племен іберів та лузітан.

### Дії в Італії
Магон Барка взяв участь у поході Ганнібала через південну Галлію та Альпи. В цей час він командував нумідійською кіннотою. В Італії Магон брав участь у всіх найбільших битвах карфагенян проти римлян у 218—216 роках до н. е. При цьому Ганнібал доручав Магону найвідповідальніші завдання. У Битві при Тицині Магон Барка командував нумідійською кіннотою та іберійською піхотою. В Битві при Требії очолював загін засідки у 1000 вояків, завдяки якому були розбиті римські легіони. Магон також брав активну участь у Битві при Плаценції.
У 217 році до н. е. Магон Барка очолював ар'єргард карфагенської армії при переході через болота в Етрурію. В цьому ж році очолював кінноту у Битві при Траземенському озері.
У 216 році до н. е. у Битві при Каннах Магон разом Ганнібалом командував центром карфагенської армії. Після перемоги підкорив значну частину Луканії, Брутія, Самніума. Після цього його було відправлено до Карфагену із звітом про діяльність Ганнібала в Італії та проханням надіслати додаткові війська.

### Дії в Іспанії
По прибутті до Карфагену Магон розповів про великі успіхи Ганнібала проти римлян та домігся прийняття рішення про спрямування до Італії 4000 нумідійських вершників та 40 слонів. Сам же Магон отримав наказ формувати та набирати ці сили. Проте він зміг зібрати 12000 піхоти, 1500 вершників, 20 слонів та 60 бойових кораблів.
В цей час ускладнилася ситуація в Іспанії й було вирішено замість Італії спрямувати Магон Баркида до цих карфагенських володінь на допомогу Гасдрубалу Барка. У 215 році до н. е. Магон прибув до Іспанії. У 214 році до н. е. він разом з братом зумів розбити коаліцію іберійських племен, що підтримували римлян. В цьому ж році розпочалося безпосереднє протистояння з римською армією на чолі із братами Публієм та Гнеєм Корнеліями Сципіонами. Магон та Гасдрубал Барка зазнали поразки при Ауринзі та відступили до Нового Карфагену.
Нова кампанія розпочалася у 213 році до н. е. Весь цей рік тривала боротьба з перемінним успіхом. Тільки у 212 році до н. е. Магон Барка разом з Гасдрубалом, сином Гісгона зумів розбити армію публія Корнелія Сципіона, а потім допомогли знищити армію Гнея Корнелія Сципіона. Обидва римські військовики загинули. Завдяки цій звитязі Карфаген знову оволодів майже всією Іспанією.
Втім римляни зуміли відновити свої сили — протягом 211—208 років до н. е. У 209 році до н. е. Магон не зміг завадити захопленню Публієм Корнелієм Сципіоном Африканським головного міста карфагенської держави — Нового Карфагена (сучасної Картахени). У 208 році до н. е. Магон Барка разом з Гасдрубалом, сином Гісгона зазнав поразки у Битві при Бекулі від римської армії на чолі із Сципіоном. У 206 році до н. е. відбулася вирішальна Битва під Іліпою. Проте й тут Магон зазнав поразки — вже від Публія Сципіона Африканського. Після цього Магон Барка морем відступив до Гадеса.
З 206 року до н. е. Магон Барка очолював усі карфагенські війська на Піренеях. Втім його військові сили були фактично заблоковані римлянами. Спроби здійснити рейди у Бетиці виявилися невдалими. В цей час Магон отримав наказ від карфагенського уряду відправитися до Італії, де набрати нових найманців, й прямувати на допомогу Ганнібалові.

### Останні роки
Наприкінці 206 року до н. е. Магон Барка відправився морем до Італії. На шляху від спробував з морям захопити зненацька Новий Карфаген, але зазнав поразки. Він після цього рухався через карфагенські колонії на Пітіуських та Балеарських островах. на о. Мінорка Магон перезимував й навесні висадився в Італії в області Лігурія. Магон Барка мав 12000 піхоти та 2000 вершників. Тут він зміг захопити м. Геную, після чого укласти союз із лігурійським племенем інгаунів. Крім того почав вербувати найманців серед галлів. Водночас Магон отримав з Карфагену 6000 піхоти, 800 вершників, 7 слонів, 25 бойових кораблів та ще раз вимогу йти на з'єднання з Ганнібалом. Проте досить довго Магон Барка вів пасивні військові дії. При цьому розвив бурхливу дипломатичну діяльність — зміг навернути на бік Карфагену багато етруських родин, які готували повстання проти римлян. Втім нерішучі дії Магона й каральні заходи консула Марка Корнелія Цетега у 204 році до н. е. втихомирили етрусків.
Нарешті у 203 році до н. е. Магон Барка спробував прорватися до центральної Італії. Він зумів пройти маршем до центральної частини Цізальпійської Галлії, до області племені інсумбрів, які були прихильниками карфагенян. Тут відбулася вирішальна битва між Магоном Баркою та претором Публієм Квінктілієм Варом і проконсулом Марком Корнелієм Цетегом, в які після жорсткого та тривалого бою карфагеняни зазнали нищівної поразки, а самого Магона було важко поранено. Останній відступив знову до Лігурії. Тут він отримав наказ повертатися до Африки.
У 203 році до н. е. на шляху до Африки біля узбережжя о. Сардинія Магон Барка помер від поранень.

## Цікавинки
Місте та гавань облаштована Магоном Баркою у 206 році до н. е. на о. Менорка (Балеарські острови, Іспанія) існує досі під назвою Маон.